# Epiblastus ornithidioides
Epiblastus ornithidioides är en orkidéart som beskrevs av Rudolf Schlechter. Epiblastus ornithidioides ingår i släktet Epiblastus och familjen orkidéer. Inga underarter finns listade i Catalogue of Life.